# Kromarograph

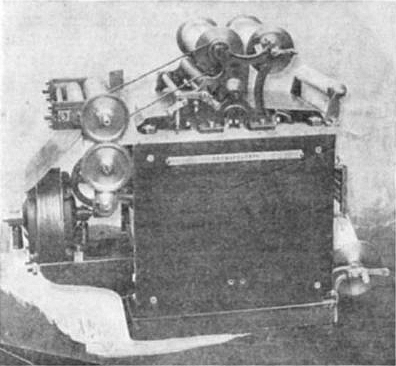
Kromarograph

Kromarograph ist die Bezeichnung für einen um 1900 von Laurenz Kromar entwickelten automatischen Notenschreibapparat zur Aufzeichnung von Improvisationen auf dem Klavier. Kromar arbeitete als „Oberkontrolor [!] der Hauptkasse der Stadt Wien“.

## Sozial- und mediengeschichtlicher Kontext
Das im 17. Jahrhundert wieder erwachte Interesse an der Stenografie führt auch zu Versuchen, „für die Tonsprache entsprechend dem Wort einen kurzen Schriftausdruck zu finden, der es ermöglicht, der Phantasie des Künstlers bei der Improvisation zu folgen“.
Laurenz Kromar stand mit seinen Versuchen, einen automatischen Notenschreibapparat zu entwickeln, nicht allein. Seit der zweiten Hälfte des 19. Jahrhunderts gewinnen in vielen Bereichen selbstregistrierende Aufschreibesysteme an Bedeutung. Analog dazu richteten sich die Bestrebungen im Bereich der Musik weniger auf eine musikalische Stenografie als auf die Entwicklung von Apparaturen, um durch „die Technik die Beihilfe einer Mittelperson gänzlich auszuschalten und die Aufzeichnung selbsttätig zu gewinnen“.
In der vom Verein der österreichischen Hochschuldozenten herausgegebenen Zeitschrift Wissen für alle heißt es in einer Notiz über Kromars Erfindung:
„Von der Idee getragen, daß eine rasche Aufzeichnung einer musikalischen Komposition oder Improvisation zum mindesten von der derselben Wichtigkeit und Nützlichkeit sei, als die einer Rede durch die Stenographie, hat sich Herrn Laurenz Kromar, der Erfinder, seit vielen Jahren mit dem Studium befaßt, eine mechanische Einrichtung zu ersinnen, durch welche die auf einem Tasteninstrument gespielten Töne selbsttätig niedergeschrieben werden.“
Die populärwissenschaftliche Zeitschrift Scientific American berichtet 1906 anlässlich einer in Berlin stattgefundenen internationalen Musikausstellung über den von Kromar erfundenen automatischen Notenschreibapparat. In diesem Bericht wird diese Erfindung in die allgemeine Entwicklung von Aufschreibsystemen eingeordnet.
„Während der Phonograph die Möglichkeit bietet das gesprochene Wort oder Geräusche aufzuzeichnen, und die modernen Methoden des mechanischen Schreibens, also sowohl mit Hilfe der Stenografie als auch mit Hilfe der Schreibmaschine, es ermöglichen Sprache in derselben Geschwindigkeit grafisch festzuhalten, in der sie gesprochen wird, hat bisher ein Apparat zum Aufzeichnen der Noten, die von einem Musikinstrument produziert werden, gefehlt. Ein solcher Apparat wäre von grundlegenden Wert beim Komponieren, weil beim Übertragen der Komposition auf Papier viel Zeit verloren geht und damit kreative Kraft verloren geht.“

## Funktionsweise

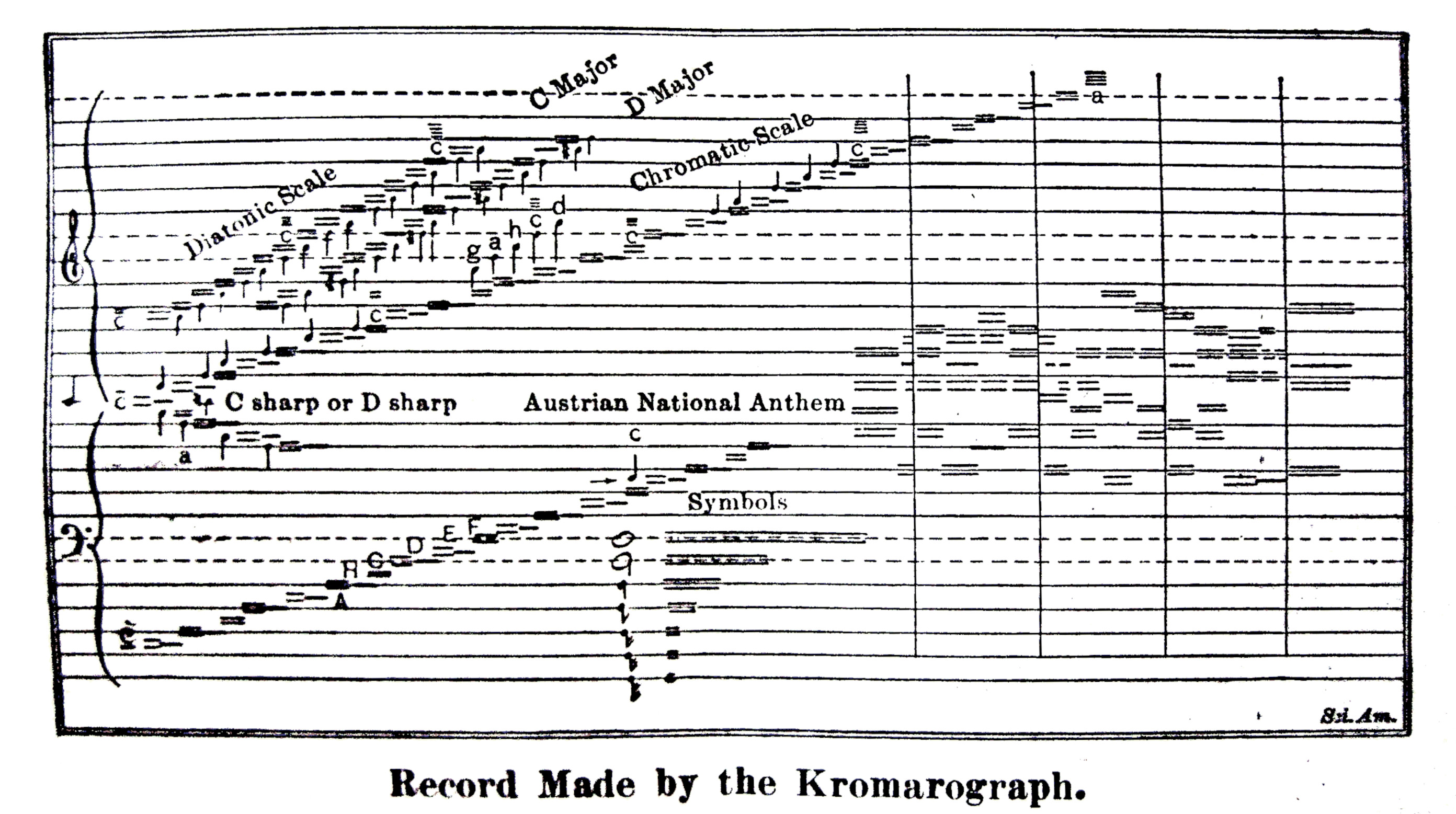
Österreichische Bundeshymne, aufgezeichnet mit dem Kromarograph

Über den von Kromar entwickelten Apparat heißt es in der Zeitschrift Wissen für alle, dass „eine bezüglich der Tonhöhe und Zeitdauer vollständig genaue und leicht lesbare Zeichenabgabe erzielt wird, […]. Der Apparat kann mit jedem Tasteninstrument in Verbindung gebracht werden und schreibt dann alles, was auf der Klaviatur gespielt wird, durch den Tastenanschlag nieder, und zwar in einer Zeichenschrift, die der gewöhnlichen Notenschrift so ähnlich ist, daß man dieselbe leicht ablesen und wieder spielen kann. […] Der Apparat ist von der Größe einer gewöhnlichen Schreibmaschine und arbeitet ohne störendes Geräusch. Er wird durch den elektrischen Strom, vermöge einer handsamen Vorrichtung bei der Klaviatur, in oder außer Tätigkeit gesetzt und kann, je nach der Länge des Kabels auch in einem entfernten Raum aufgestellt werden.“
Eine Weiterentwicklung der Technik zur automatischen Aufzeichnung von Musik stellen die Musikautomaten der Firma Welte dar.